# Courant potassique rectifiant entrant
 (mai 2009).
Si vous disposez d'ouvrages ou d'articles de référence ou si vous connaissez des sites web de qualité traitant du thème abordé ici, merci de compléter l'article en donnant les références utiles à sa vérifiabilité et en les liant à la section « Notes et références ».
Un courant potassique rectifiant entrant, (en anglais Inwardly Rectifying K+ current ou IKIR), est un courant causé par un canal ionique spécifique au potassium. Au potentiel de repos, le mouvement de ces ions est paradoxalement dans le sens sortant dans ce type de canal, depuis l'intérieur vers l'extérieur puisque le potentiel d'équilibre des ions de potassium (Ek) est plus négatif que le potentiel de repos. Cependant, en dessous des valeurs de repos, le mouvement des ions se fait dans le sens entrant dont la conductance est plus importante que dans le sens sortant, d'où leur appellation de canaux rectifieurs entrants. C'est la raison pour laquelle ce courant est qualifié d'entrant (mouvement entrant de charges positives). À ce jour, on a identifié sept sous-familles de ces canaux dans différents types de cellules de mammifères. Ils sont la cible de multiples toxines, et plusieurs maladies sont dues à un dysfonctionnement de ces canaux.

## Implication
Ces courants sont impliqués dans la définition du potentiel de repos, qui se trouve en leur présence à des valeurs proche du potentiel d'équilibre des ions de potassium. 
Ces canaux sont constitutivement ouverts au potentiel de repos et leur probabilité d'ouverture augmente à la dépolarisation. Ils sont impliqués dans la repolarisation membranaire qui suit le potentiel d'action. 
La propriété de rectification des canaux ioniques responsables de ce courant est due au blocage d'une partie du flux sortant d'ions potassium par du magnésium intracellulaire et des polyamines,,.